# Arend Steenbergen
Arend Steenbergen (Nijmegen, 27 maart 1965) is een Nederlands regisseur en scenarioschrijver. 

## Biografie
Na het gymnasium te hebben doorlopen aan het Theresialyceum Tilburg ging Arend Steenbergen Frans en geschiedenis studeren aan de Universiteit van Amsterdam. Daarna studeerde hij regie en montage aan de Nederlandse Filmacademie. Steenbergen schreef, regisseerde en produceerde vervolgens verschillende documentaires en films, waarvan verschillende werden bekroond of genomineerd. 

## Filmografie
Een selectie van films geregisseerd en geschreven door Arend Steenbergen: 

### Regie
- Voetbalmeiden, televisie mini-serie (2012)
- 6 Tips om de beste voetballer van de wereld te worden, bekroonde korte jeugdfilm (2010)
- Don, bekroonde jeugdfilm (2006)
- Twee Dromen, televisiefilm voor de filmserie One Night Stand en op het Nederlands filmfestival bekroond met de Filmprijs van de Stad Utrecht (2004)
- Milan en de zielen, televisiefilm (2004)
- De vader van Najib, korte film (1993)

### Scenario
- Zwarte zwanen, bekroond met een Gouden kalf (2005)
- Temmink: The Ultimate Fight, (1998)

- International Standard Name Identifier: 0000 0003 6896 8571
- Nederlandse Thesaurus van Auteursnamen: 123849764
- Virtual International Authority File: 289726257
- WorldCat: E39PBJycHhTg4WQqH9tvDYxhpP